# Сокальский, Владимир Иванович
Владимир Иванович Сокальский (24 апреля 1863, Гейдельберг — 1919, Севастополь) — русский композитор, музыкальный критик, прокурор при Усть-Медведицком окружном суде, председатель Вологодского окружного суда, судья в Вологде.

## Биография
Родился в семье писателя Ивана Петровича Сокальского и Екатерины Денисовны Сокальской. Окончил музыкальное училище отделения Имперской Русской Музыкальной Общины в Харькове, где учился музыке у Петра Петровича Сокальского, а композиции у И. Р. Кнорра.
В 1885 году окончил юридический факультет Харьковского университета, служил в Харькове по судебному ведомству. Выступал как концертмейстер, был дирижёром оркестра в оперной антерпризе В. Н. Андреева-Бурлака. С 1882 года состоял музыкальным рецензентом газеты «Южный край», печатался под псевдонимом Дон-Диэз. На собраниях Харьковского отделения Русского музыкального общества исполнялись его произведения, а опера «Репка» шла в Полтаве, Смоленске, Тифлисе и Харькове. В 1902 году был прокурором при Усть-Медведецком окружном суде. С 10 октября 1911 года жил в Вологде, исполнял обязанности председателя Вологодского окружного суда до 1918 года. В 1918 году, в Вологде, он вместе с дочерью Лидией (род. 7.04.1892) и зятем Ильёй Гинецинским провёл несколько лекций-концертов, посвящённых творчеству Бетховена и Грига. В 1919 году он отправился на отдых в Севастополь, заболел там сыпным тифом и умер. Был женат на Сусанне Станиславовне Барановской (1874-?).

## Память
- Могила на городском кладбище в Севастополе была найдена композитором М. В. Ковалёвым, памятник создал архитектор Н. Н. Сдобняков. На сером граните лира и надпись: композитор В. И. Сокальский.
- В Харькове есть музыкальная школа, она носит имя композитора.

## Произведения
- Симфония G-moll. — Харьков, 1894
- Симфония соль минор / Оркестровая ред. В. Борисова; Перелож. для ф.-п. Ю. Рожавской; Предисл. В. Борисова и Н. Гордейчука.  Киев : Музична Украіна, 1967
- для виолончели с оркестром Andante elegiaco
- Фортепианные пьесы op. 1 (Impressions musicales 6 №);
- Лукашевич К. В.[4] Среди цветов. Фантастическая комедия для детей в 2-х д. С танцами и пением. Песенки аранжированы В. Сокальским.  Изд. 3-е. — М., 1914.
- На лугах = Aux champs : вступление : Ор. 3 № 1 / В. И. Сокальский; под редакцией Р. Ф. Гилль. — В. Бессель и Ко. — 5 с. — (Репертуар фортепианных пьес, из произведений русских композиторов, распределённых по степеням трудности и обозначением правильной аппликатуры; 2 серия. 3-er degre. No.11).
- Canzonetta : Ор. 1 № 3 / В. Сокальский; под редакцией Р. Ф. Гилль. — СПб.: В. Бессель и Ко. — 3 с. — (Репертуар фортепианных пьес из произведений русских композиторов, распределённых по степеням трудности и с обозначением правильной аппликатуры; 2-я серия. 3-er degre. №).
- Elegie : por cello et piano : Op. 8 / par Wladimir Sokalsky. — Музыкальный магазин Н. Маречек. — 13 с.
- Elegie : Pur cello et piano: Op. 8. — Харьков : Маречек, б.г.
- Репка : опера-сказка в 1-м действии : Ор. 10 : клавираусцуг для пения с фортепиано / либретто Ек. Гай-Сагайдачной (на тему народной сказки); музыка В. И. Сокальского. — П. Юргенсон. — 75 с.
- Репка : Опера-сказка в 1 д.: Op. 10 / Либретто Ек. Гай-Сагайдачной (на тему нар. сказки); Муз. В. И. Сокальского. — М.: Лейпциг : Юргенсон, ценз. 1899
- Гай-Сагайдачная, Ек. (1856?-1916) Репка : Картинка в 1 д. для детей (на тему дет. сказки) : Либретто / [Соч.] Ек. Гай-Сагайдачной; Муз. В. И. Сокальского. — Харьков : типо-лит. «Печ. дело», кн. К. Н. Гагарина, 1900
- Репка : Опера-сказка в 1-м д.: Op. 10 / Либретто Ек. Гай-Сагайдачной (на тему нар. сказки); Муз. В. И. Сокальского. — М. : Гос. изд-во. Муз. сектор, 1924
- Менуэт : Ор. 1 № 4 / В. Сокальский; изданный под редакцией Р. Ф. Гилль. — СПб.: В. Бессель и Ко. — 5 с. — (Репертуар фортепианных пьес из произведений русских композиторов распределённых по степеням трудности и с обозначением правильной аппликатуры; Серия 2. Degre 4-me № 1).
- Косари : Ор. 3 № 2 / В. Сокальский; изданный под редакцией Р. Ф. Гилль. — СПб.: В. Бессель и Ко. — 5 с. — (Репертуар фортепианных пьес из произведений русских композиторов распределенных по степеням трудности и с обозначением правильной аппликатуры; Серия 2. Degre 3-me № 12).
- Пьеса / В. Сокальский; Перелож. и ред. партии альта М. Гринберга. — Киев: Муз. Украина, 1980
- Au berceau : Для ф.-п.: Op. 1, № 5. — СПб.: Бессель и К°, б.г.

## Романсы

Слева направо: зять И. Г. Гинецинский, его жена — дочь В. И. Сокальского — Л. В. Сокальская, В. И. Сокальский, неизвестный, виолончелист Альберт Ермолаевич Гейльперин в Вологде

- На сон грядущий : Для одного голоса с акк. фп.: d.1-g.2: Op. 16, № 2 / Сл. Н. Огарева. М. : П. Юргенсон, б.г.- 5 с
- Лес : для баритона : Ор. 6 / слова А. Кольцова; музыка В. Сокальского. — М. ; Пг. : П. Юргенсон. — 11 с. — (Романсы для одного голоса с аккомпанементом фортепиано. Музыка В. Сокальского).
- Всякий раз как увижу тебя : романс / слова Ю. И. Шпажинского; музыка В. И. Сокальского. -Музыкальный магазин И. Маречек. — 7 с. — (Романсы. Музыка В. Сокальского).
- Всякий раз, как увижу тебя : Романс: Для голоса с фп.: c-fis.1 / Сл. Ю. И. Шпажинского Харьков : Муз. маг. Н. Маречек, ценз. 1900.
- Я пришёл к тебе с приветом : Для голоса с фп.: dis.1-a.2: Op. 16, № 3 / Сл. А. Фета М. : П. Юргенсон, б.г.
- Ой честь-ли то молодцу : c.1-f.2 / Сл. А. Толстого Харьков : Муз. маг. Н. Маречек, ценз. 1903 — 5 с. — (Романсы и песни для пения с аккомпанементом фортепиано;
- Отчего? / музыка В. И. Сокальского. — Северная Лира : А. Зейванга. — 5 с.
- «Отчего?» : Для голоса и ф.-п.; c.1-f.2 Харьков : Маречек, ценз. 1905
- Я руку жал тебе… : романс / слова Ю. Н. Шпажинского; музыка В. И. Сокальского; на итальянский яз. перевел Г. Астиллеро. — Музыкальный магазин Н. Маречек. — 7 с. — (Романсы. Музыка В. И. Сокальского).
- Я руку жал тебе : Романс: Для голоса с фп.: c-f.1 / Сл. Ю. И. Шпажинского; На итал. яз. пер. Астиллеро Харьков : Муз. маг. Н. Маречек, ценз. 1900
- Элегия : соч. 2 № 3 / слова А. Пушкина; музыка В. И. Сокальского. — Василий Бессель и Ко. — 5 с. -(Шесть романсов. Музыка В. И. Сокальского; 3).
- Двi п’еси : Транскр. для віолончели i ф.-п. Г. Пеккера Киев : Мистецтво, 1952
- Ой маю, маю : dis.1-g.2 / Песенка Т. Шевченко Харьков : Муз. маг. Н. Маречек, ценз. 1903
- Песенка. М. : Музгиз, 1954
- Романсы : Для голоса с сопровожд. фп. / Сост. и авт. предисл. З. Б. Юферова Киев : Музічна Украина, 1991